# 大庭城址公園
大庭城址公園（おおばじょうしこうえん）は、神奈川県藤沢市大庭字城山にある藤沢市の史跡・大庭城跡を利用して造られた都市公園（総合公園）である。元は12世紀頃の豪族・大庭氏の拠点であったが、15世紀になって関東管領上杉氏に仕えた太田道灌が本格的に築造し、その後は後北条氏がさらに改修したと伝えられている。

## みどころ
園内の広さは実に12.6ヘクタールを誇る。春には桜やフジ、バラなどの花が咲き乱れ、特に桜の時期には多くの人々が花見を堪能しに訪れる。また、広々とした芝生広場、公園からの周囲の眺望も魅力である。近隣の学校遠足の場として、ウォーキングやジョギング等のトレーニングの場としても利用されている。

## アクセス
- バス バス停「城下（しろした）」にて下車し、徒歩5分。城下までのバスは以下のとおり。
  - 藤沢駅北口発「大辻経由湘南台駅西口」行きに乗車、約30分
  - 辻堂駅北口発「羽鳥山経由綾瀬車庫」行きに乗車、約15分
  - 辻堂駅北口発「大六天、カントリー経由湘南ライフタウン」行きに乗車、約15分
  - 湘南台駅西口発「大辻経由藤沢駅北口」行きに乗車、約30分
- 車 無料駐車場あり（大型バスは利用不可）
収容台数 38台 利用時間 9:00～16:30（ただし、5月～9月は17:30まで利用可）

## 施設設備
- 遊具 すべり台、ジャングルジム、のぼり棒、アスレチック設備（現在改修工事中）
- トイレ 4ヶ所

## 管理者
- 「財団法人藤沢市まちづくり協会・藤沢市緑化事業協同組合グループ」

## 周辺
- 引地川親水公園